# Liste der Fahnenträger der nigrischen Mannschaften bei Olympischen Spielen
Die Liste der Fahnenträger der nigrischen Mannschaften bei Olympischen Spielen listet chronologisch alle Fahnenträger nigrischer Mannschaften bei den Eröffnungs- (EF) und Abschlussfeiern (AF) Olympischer Spiele auf.

## Liste der Fahnenträger
| Mannschaft             | Veranstaltung | Fahnenträger (EF)           | Fahnenträger (AF)           |
| ---------------------- | ------------- | --------------------------- | --------------------------- |
| 1964 in Tokio          | Sommerspiele  | Issaka Daboré               |                             |
| 1968 in Mexiko-Stadt   | Sommerspiele  |                             |                             |
| 1972 in München        | Sommerspiele  | Issaka Daboré               |                             |
| 1984 in Los Angeles    | Sommerspiele  | Boubagar Soumana            |                             |
| 1988 in Seoul          | Sommerspiele  | Hassan Karimou              |                             |
| 1992 in Barcelona      | Sommerspiele  |                             |                             |
| 1996 in Atlanta        | Sommerspiele  | Abdou Manzo                 |                             |
| 2000 in Sydney         | Sommerspiele  | Mahamane Ani Ali            |                             |
| 2004 in Athen          | Sommerspiele  | Abdou Alassane Dji Bo       | Abdou Alassane Dji Bo       |
| 2008 in Peking         | Sommerspiele  | Mohamed Alhousseini         | (T) Amada Sidiyane          |
| 2012 in London         | Sommerspiele  | Moustapha Hima              | Moustapha Hima              |
| 2016 in Rio de Janeiro | Sommerspiele  | Abdoulrazak Issoufou Alfaga | Abdoulrazak Issoufou Alfaga |
| 2020 in Tokio          | Sommerspiele  | Roukaya Moussa Mahamane     | Volunteer                   |
| 2020 in Tokio          | Sommerspiele  | Abdoulrazak Issoufou Alfaga | Volunteer                   |
| 2024 in Paris          | Sommerspiele  | Samira Awali Boubacar       | Samira Awali Boubacar       |
| 2024 in Paris          | Sommerspiele  | Abdoulrazak Issoufou Alfaga | Abdoulrazak Issoufou Alfaga |

Anmerkung: (EF) = Eröffnungsfeier, (AF) = Abschlussfeier, (T) = Trainer

## Statistik
| Rang    | Sportart       | EF | AF | ∑  |
| ------- | -------------- | -- | -- | -- |
| 1       | Boxen          | 4  | 1  | 5  |
| 2       | Taekwondo      | 3  | 2  | 5  |
| 3       | Leichtathletik | 3  | 1  | 4  |
| 4       | Judo           | 1  | 1  | 2  |
| 4       | Schwimmen      | 2  | 0  | 2  |
| 6       | Trainer        | 0  | 1  | 1  |
| 6       | Volunteer      | 0  | 1  | 1  |
| Gesamt: | Gesamt:        | 13 | 7  | 20 |

| Rang                   | Sportart | EF | AF | ∑ |
| ---------------------- | -------- | -- | -- | - |
| bisher keine Teilnahme |          |    |    |   |
| Gesamt:                | Gesamt:  | 0  | 0  | 0 |

| Rang    | Sportart       | EF | AF | ∑  |
| ------- | -------------- | -- | -- | -- |
| 1       | Boxen          | 4  | 1  | 5  |
| 2       | Taekwondo      | 3  | 2  | 5  |
| 3       | Leichtathletik | 3  | 1  | 4  |
| 4       | Judo           | 1  | 1  | 2  |
| 4       | Schwimmen      | 2  | 0  | 2  |
| 6       | Trainer        | 0  | 1  | 1  |
| 6       | Volunteer      | 0  | 1  | 1  |
| Gesamt: | Gesamt:        | 13 | 7  | 20 |